# Lycosa contestata
Lycosa contestata är en spindelart som beskrevs av Montgomery 1903. Lycosa contestata ingår i släktet Lycosa och familjen vargspindlar. Inga underarter finns listade i Catalogue of Life.